# Callicostella papillata
Callicostella papillata är en bladmossart som beskrevs av Mitten 1859. Callicostella papillata ingår i släktet Callicostella och familjen Hookeriaceae. Inga underarter finns listade i Catalogue of Life.